# سرعوف أوروبي
سرعوف أوروبي أو حشرة فرس النبي الكبيرة (الاسم العلمي: Mantis religiosa) هو نوع من الحشرات يتبع جنس السرعوف المصلي من فصيلة السراعيف المصلية. وَصَفَهُ كارولوس لينيوس من الحشرات علميًا لأول مرة سنة 1758.

## نطاق الإنتشار
الموطن الأصلي للسرعوف الأوروبي هو في أوروبا وآسيا وأفريقيا. وقد تم إدخاله إلى أمريكا الشمالية في عام 1899 على متن شحنة من شتول النباتات آتية من جنوب أوروبا. الآن يتواجد هذا النوع من شمال شرق الولايات المتحدة لشمال غرب المحيط الهادئ وكندا.
على الرغم من كونه الأنواع المدخلة، فأن السرعوف الأوروبي هو الحشرة الرسمية لولاية كونيتيكت

## صور

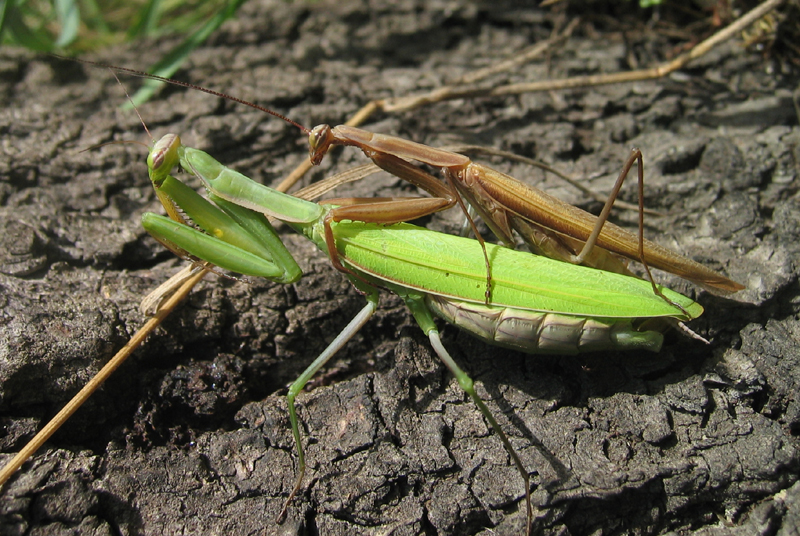
زوج من السراعيف الأوروبية في النمسا
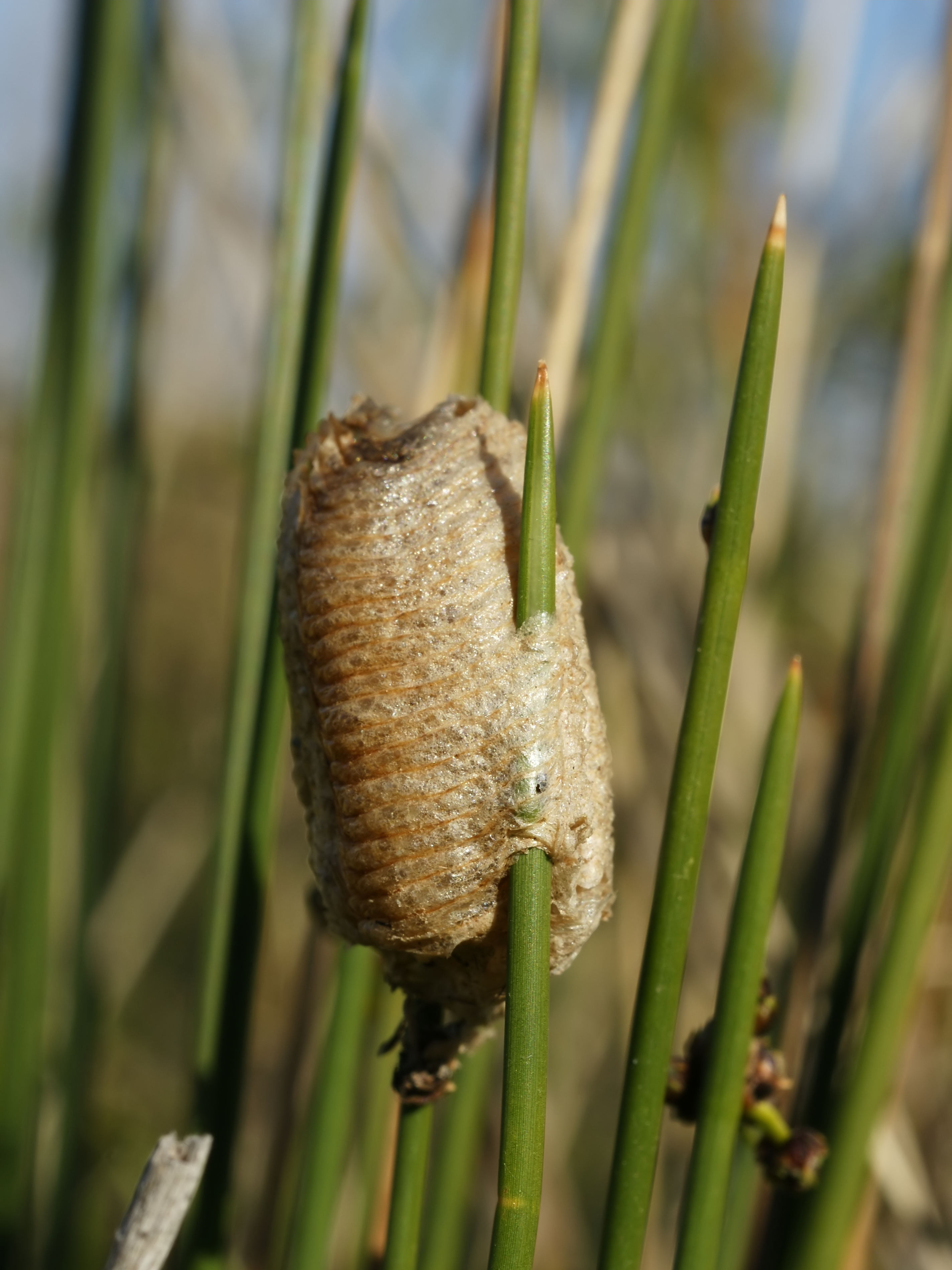
في أيطاليا
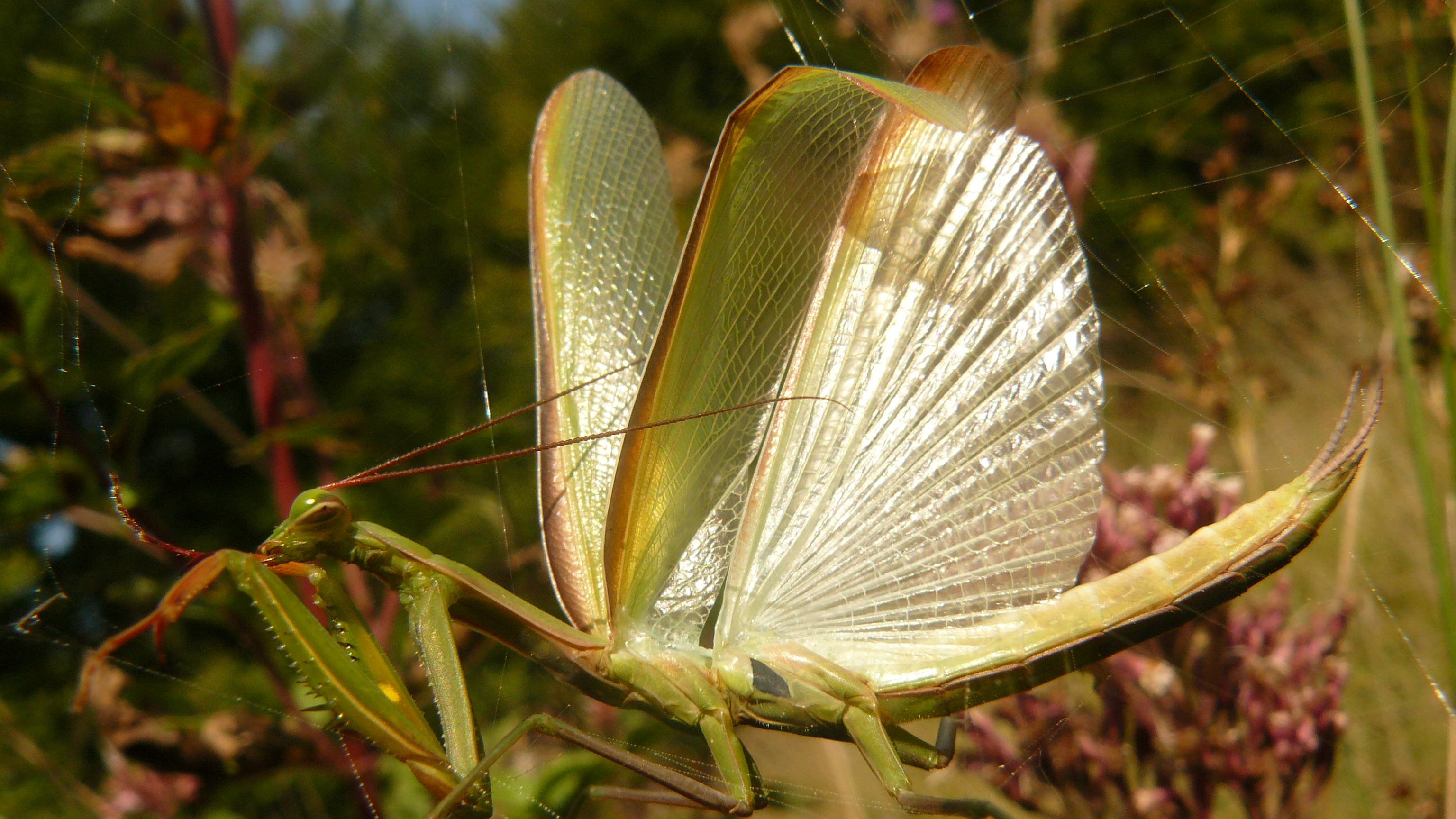
Adult male Mantis religiosa in سون ولوار (إقليم فرنسي) (71, France) in September, 2008
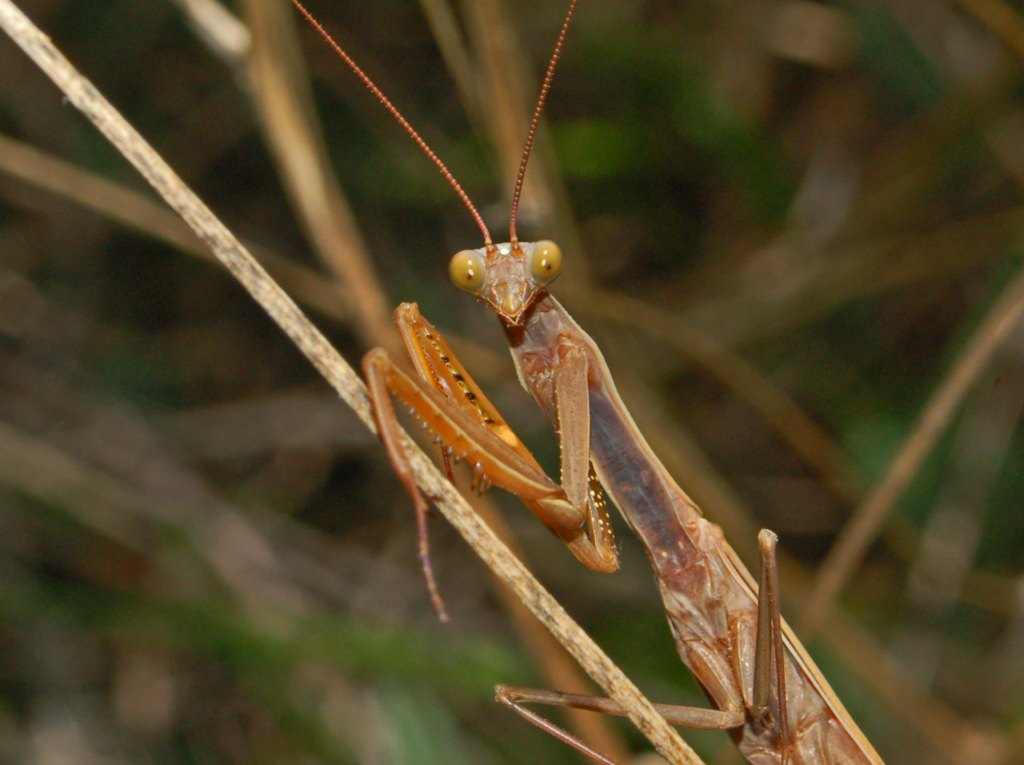
Brown adult male Mantis religiosa 2008 October, Cerreto Ratti, ألساندريا
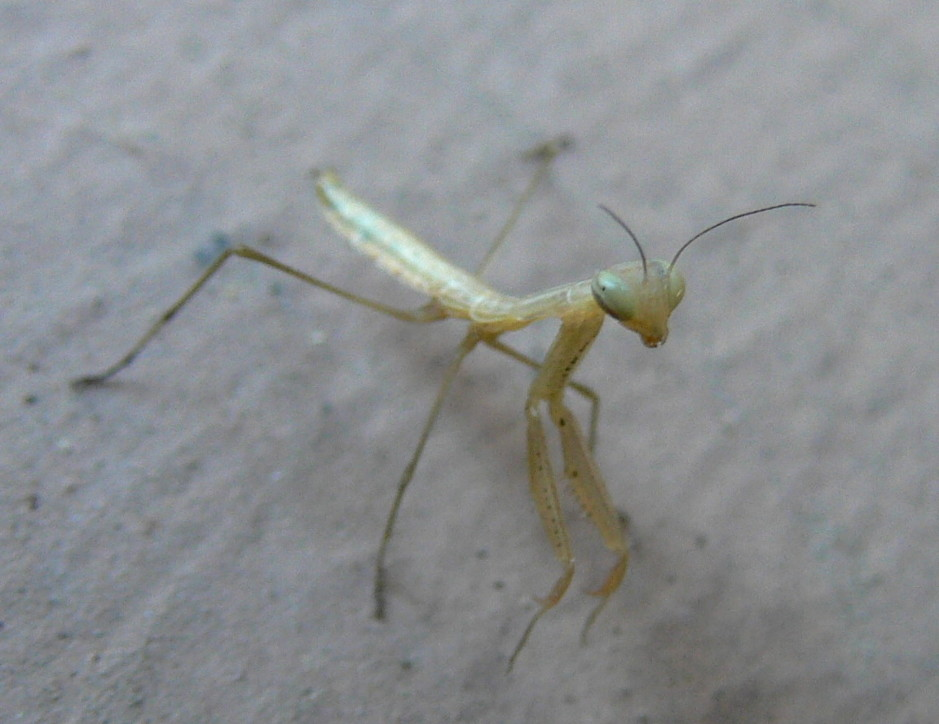
Mantis religiosa nymph, فرنسا
سرعوف أوروبي بالغ
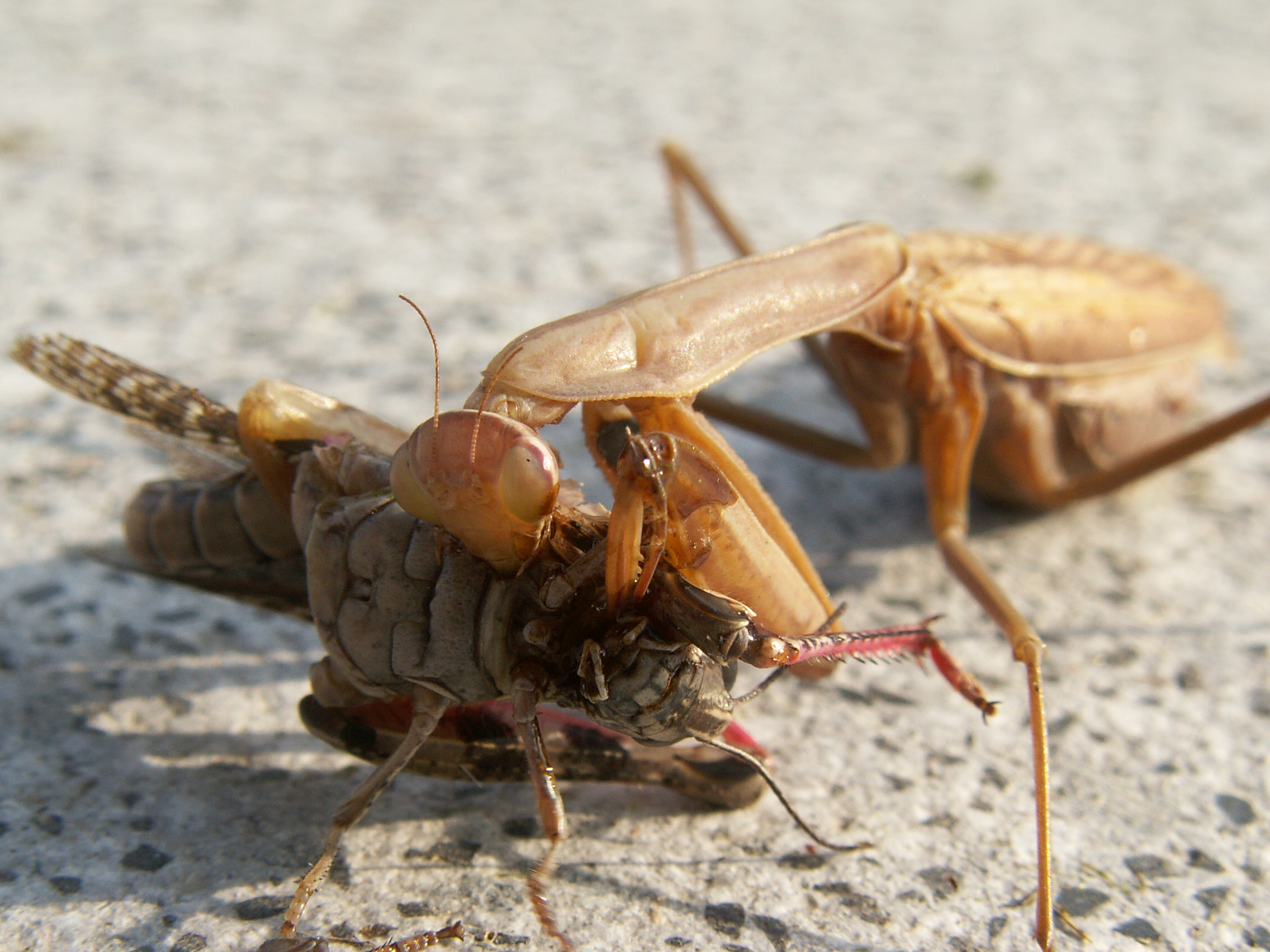
أنثى سرعوف أوروبي بنية اللون
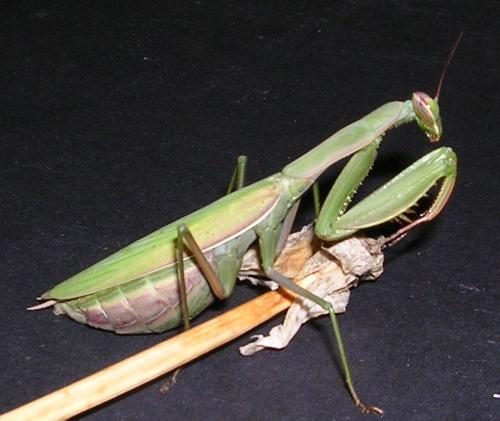
أنثى سرعوف أوروبي بنية اللون, فرنسا
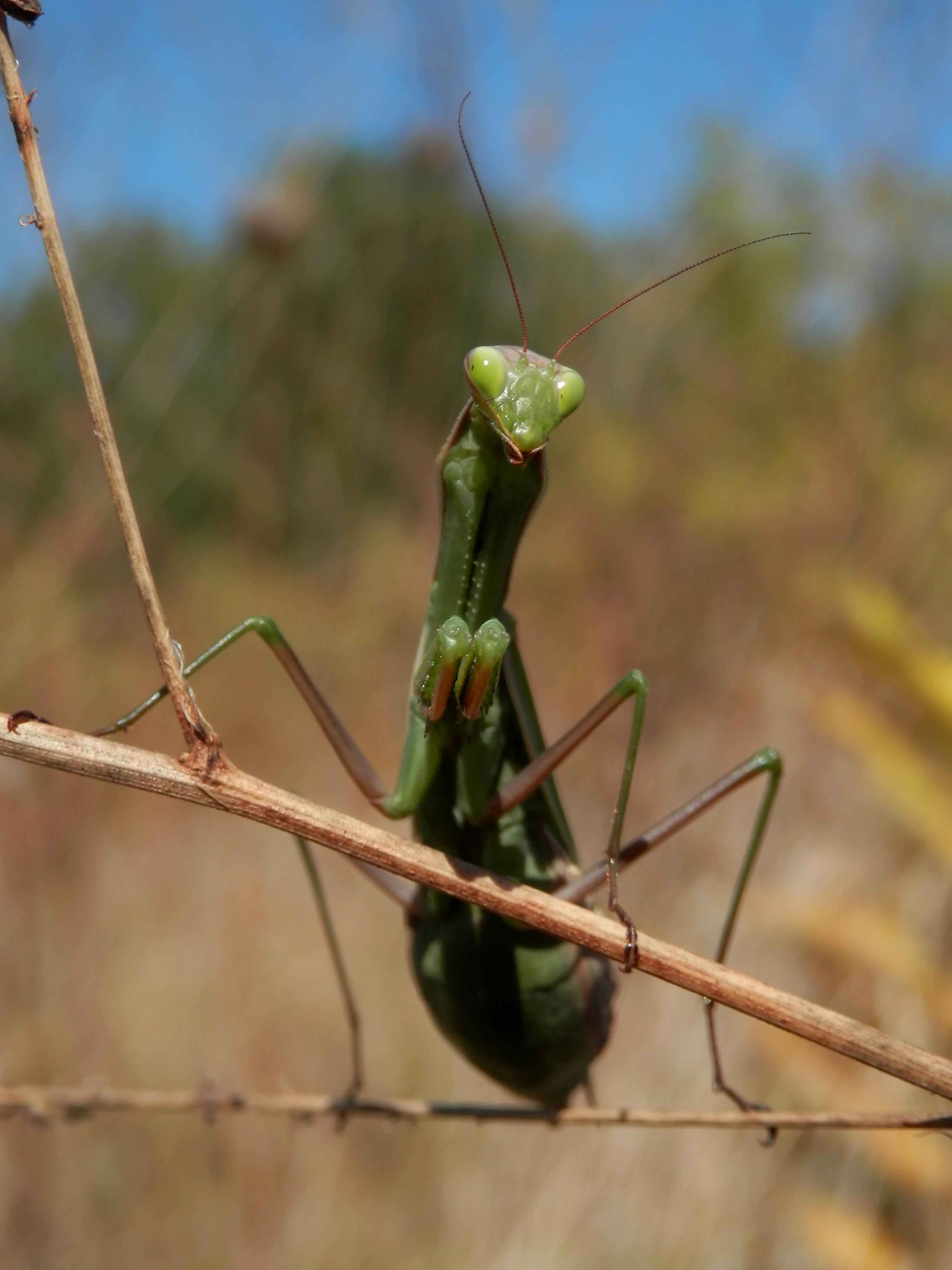
Adult Mantis religiosa religiosa in Guelph, Ontario, Canada.
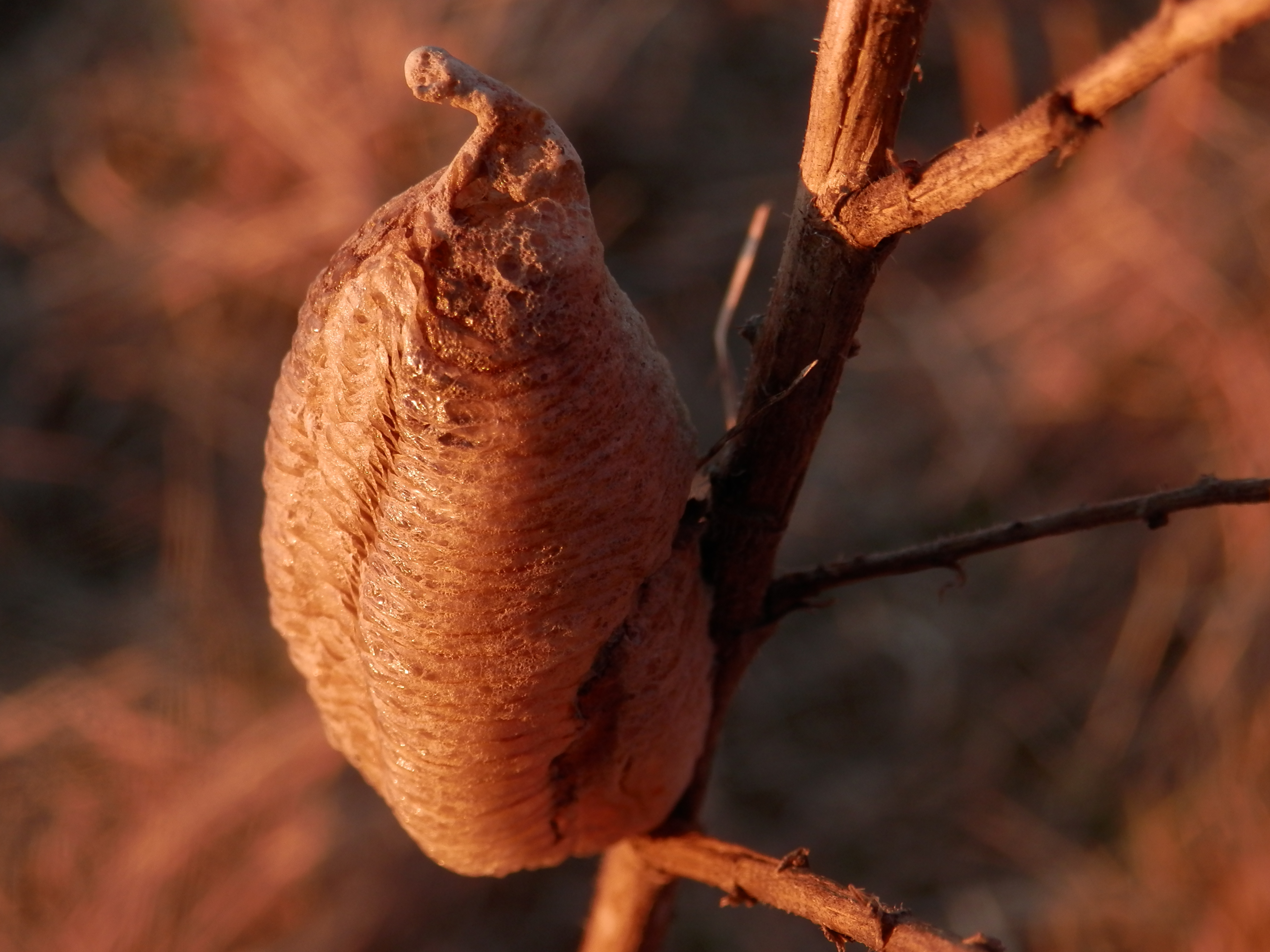
Ootheca in Guelph, Ontario, Canada.
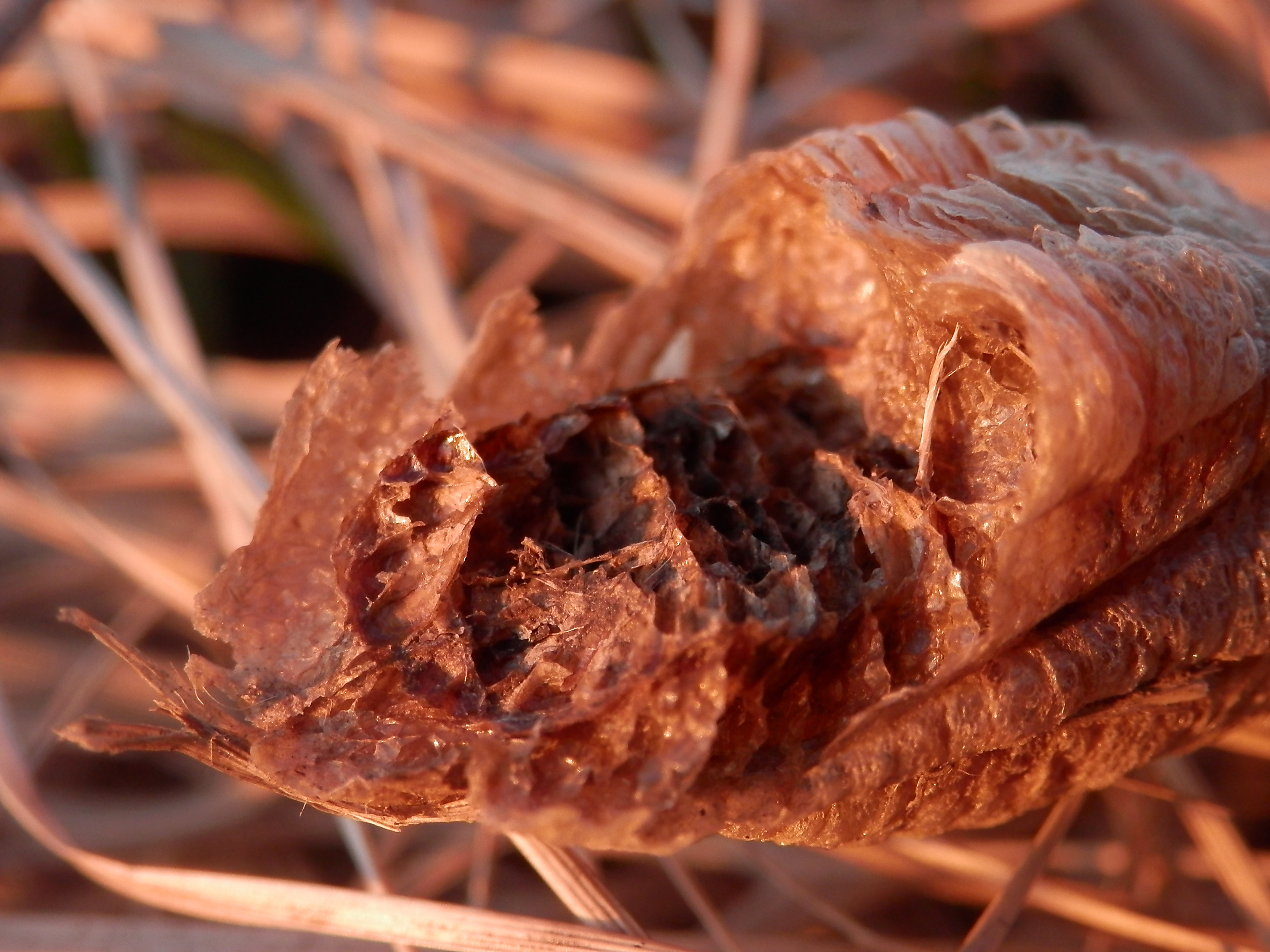
Damaged ootheca in Guelph, Ontario, Canada.